# Willi Koch

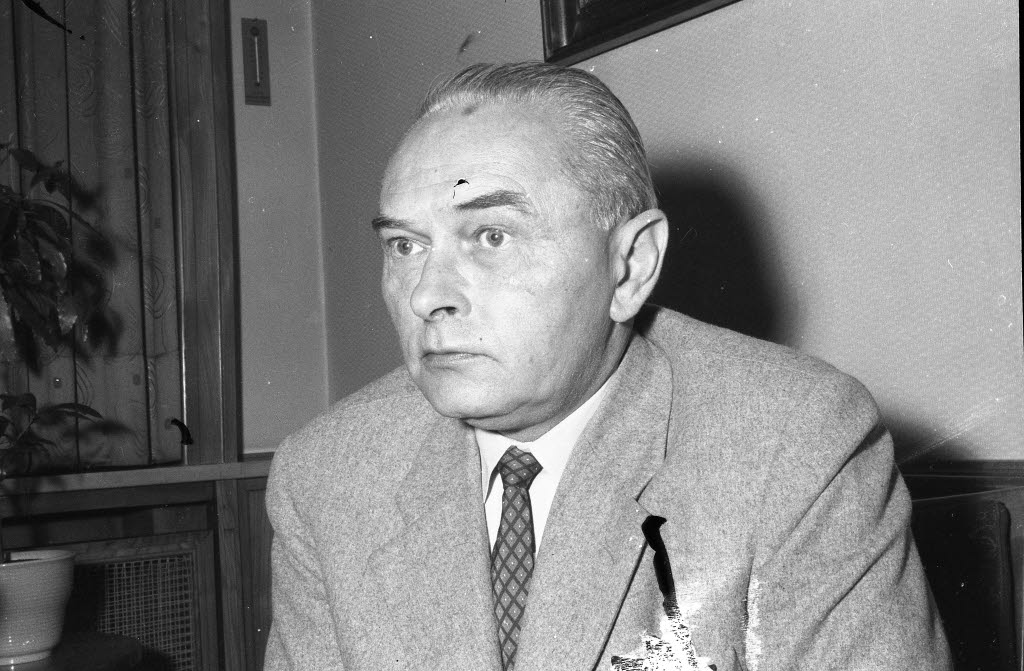
Willi Koch (1963)

Willi Koch (* 23. September 1903 in Neustadt in Holstein; † 19. Juni 1968 in Kiel) war ein deutscher Zeitungsverleger und Politiker (CDU). Er war 1946 Kieler Oberbürgermeister und von 1946 bis 1950 Mitglied des Landtags von Schleswig-Holstein.

## Leben

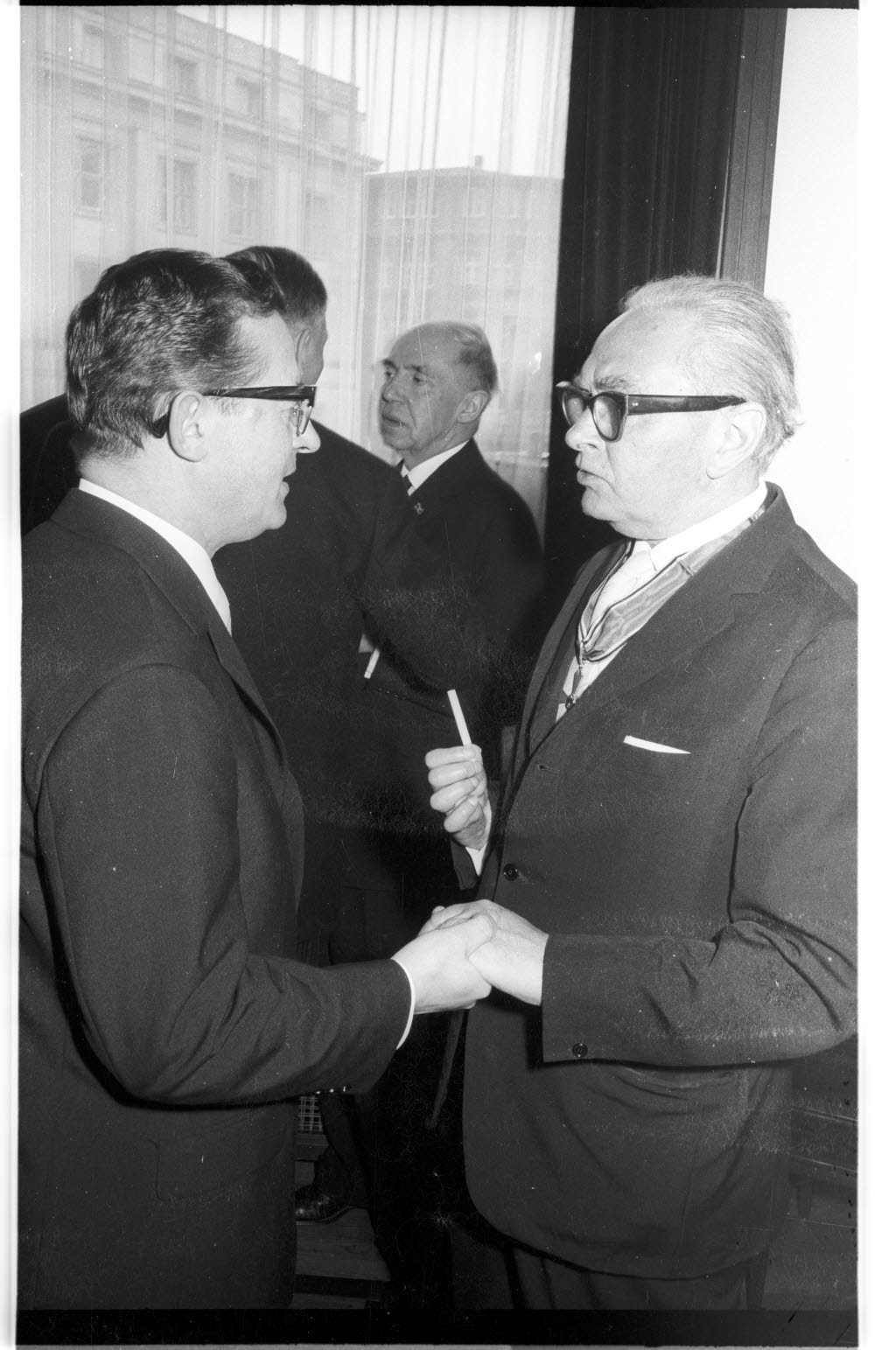
Verleihung des Bundesverdienstkreuzes, 1965

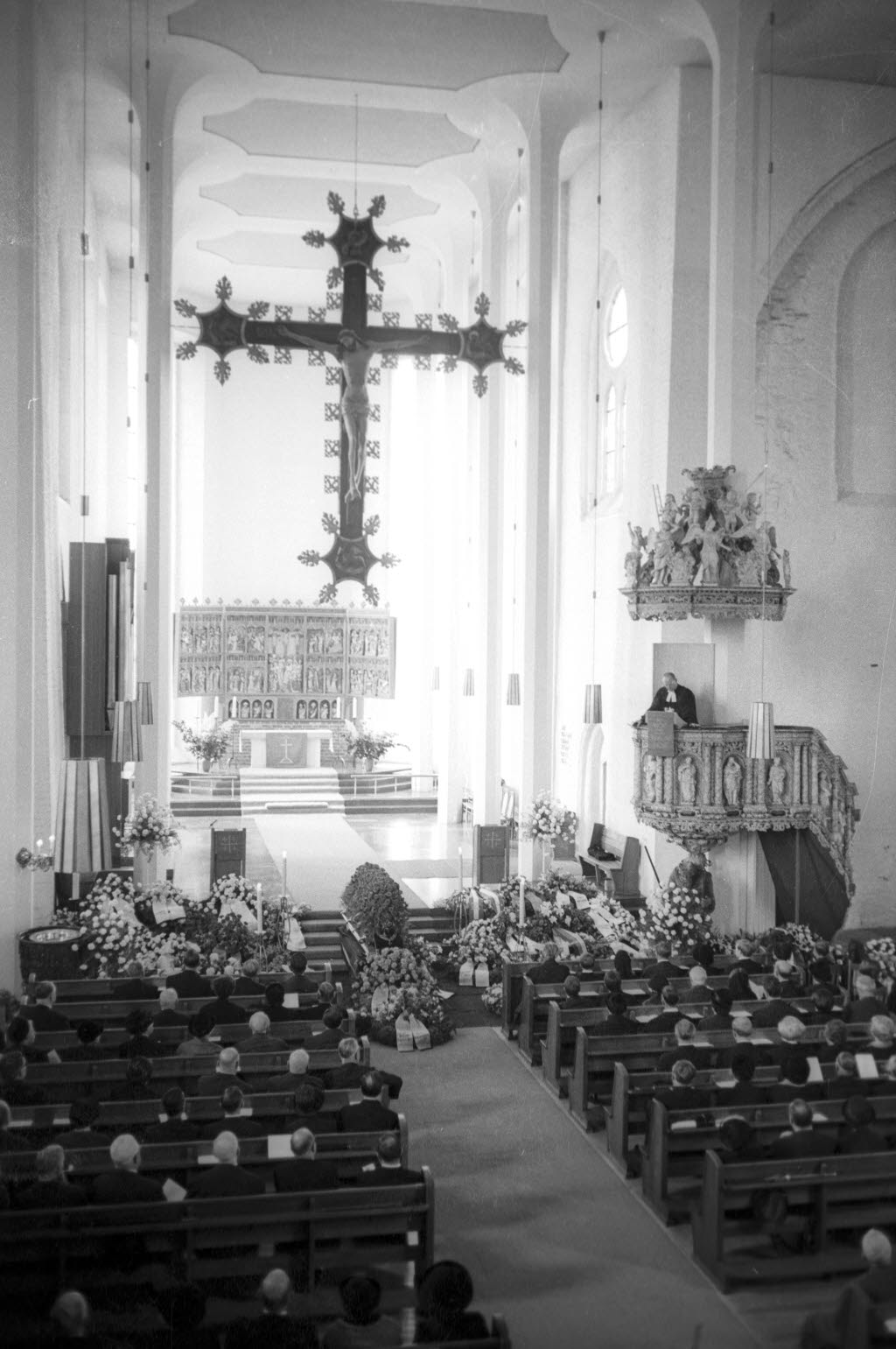
Trauerfeier in der St. Nikolai, 1968

Koch besuchte die Oberrealschule in Eutin und Oldesloe und machte Abitur in Neustadt in Holstein. Er studierte anschließend Publizistik und Germanistik als Werkstudent. Ab 1924 war er als Kaufmann in Kiel tätig, 1927 übernahm er käuflich eine Großhandlung. Ab 1934 war er Mitglied des NSV. Im August 1938 stellte er einen Antrag auf Aufnahme in die Reichsschrifttumskammer. Danker und Lehmann-Himmel charakterisieren ihn, der nicht der NSDAP beigetreten war in ihrer Studie über das Verhalten und die Einstellungen der Schleswig-Holsteinischen Landtagsabgeordneten und Regierungsmitglieder der Nachkriegszeit in der NS-Zeit als „inneren Emigranten“.
Im Jahr 1946 gehörte Koch zu den Gründern der CDU in Schleswig-Holstein und auf Bundesebene. Im März 1946 wurde ihm von der britischen Militärregierung die Zeitungslizenz für die Kieler Nachrichten erteilt, er wurde Mitherausgeber und später bis zu seinem Tode 1968 Verleger der Zeitung.
Am 11. März 1946 wurde Koch von der provisorischen Stadtvertretung zum Kieler Oberbürgermeister gewählt. Die Amtsperiode Kochs war kurz, da am 13. Oktober 1946 die erste Wahl einer Stadtvertretung nach dem Zweiten Weltkrieg stattfinden konnte und in der Folge am 18. Oktober auch der Oberbürgermeister neu gewählt wurde. Kochs Nachfolger wurde Andreas Gayk.
Dem zweiten ernannten Landtag von Schleswig-Holstein gehörte Koch vom 2. Dezember 1946 bis zum 19. April 1947 an. Bei der Landtagswahl 1947 wurde er über die Landesliste der CDU in den schleswig-holsteinischen Landtag gewählt und gehörte dem Landesparlament wieder vom 8. Mai 1947 bis zum 31. Mai 1950 an.
Koch war Mitgründer des Kieler Presseklubs und zuletzt dessen Ehrenvorsitzender. Von 1946 bis 1952 war er Mitglied des Verwaltungsrates der Schleswig-Holsteinischen Landesbrandkasse.
Im Jahr 1965 wurde ihm das Große Verdienstkreuz der Bundesrepublik Deutschland verliehen.